# العلاقات الجورجية الرومانية
العلاقات الجورجية الرومانية هي العلاقات الثنائية التي تجمع بين جورجيا ورومانيا.

## مقارنة بين البلدين
هذه مقارنة عامة ومرجعية للدولتين:
| وجه المقارنة                                              | جورجيا                          | رومانيا                                                                               |
| --------------------------------------------------------- | ------------------------------- | ------------------------------------------------------------------------------------- |
| المساحة (كم2)                                             | 69.70 ألف                       | 238.40 ألف                                                                            |
| عدد السكان (نسمة)                                         | 3.72 مليون                      | 19.59 مليون                                                                           |
| الكثافة السكانية (ن./كم²)                                 | 53.37                           | 82.17                                                                                 |
| العاصمة                                                   | تبليسي، كوتايسي                 | بوخارست                                                                               |
| اللغة الرسمية                                             | اللغة الجورجية، اللغة الأبخازية | اللغة الرومانية                                                                       |
| العملة                                                    | لاري جورجي                      | ليو روماني                                                                            |
| الناتج المحلي الإجمالي (بليون دولار)                      | 15.16 مليار                     | 211.80 مليار                                                                          |
| الناتج المحلي الإجمالي (تعادل القوة الشرائية) بليون دولار | 35.68 مليار                     | 465.56 مليار                                                                          |
| الناتج المحلي الإجمالي الاسمي للفرد دولار أمريكي          | 3.79 ألف                        | 9.47 ألف                                                                              |
| الناتج المحلي الإجمالي للفرد دولار أمريكي                 |                                 | 23.63 ألف                                                                             |
| مؤشر التنمية البشرية                                      | 0.754                           | 0.793                                                                                 |
| رمز المكالمات الدولي                                      | +995                            | +40                                                                                   |
| رمز الإنترنت                                              | .ge، .გე ‏                       | .ro                                                                                   |
| المنطقة الزمنية                                           | ت ع م+04:00                     | ت ع م+02:00، ت ع م+03:00، أوروبا/بوخارست ‏، توقيت شرق أوروبا، توقيت شرق أوروبا الصيفي ‏ |

## مدن متوأمة
في ما يلي قائمة باتفاقيات التوأمة بين مدن جورجية ورومانية:
- ترتبط تبليسي مع بوخارست باتفاقية توأمة منذ 1975.

## منظمات دولية مشتركة
يشترك البلدان في عضوية مجموعة من المنظمات الدولية، منها:
| علم المنظمة | اسم المنظمة                             | تاريخ انضمام جورجيا | تاريخ انضمام رومانيا |
| ----------- | --------------------------------------- | ------------------- | -------------------- |
|             | مؤسسة التنمية الدولية                   | 31 أغسطس 1993       | 12 أبريل 2014        |
|             | اتفاقية السماوات المفتوحة               | ?                   | ?                    |
|             | المنظمة الأوروبية لسلامة الملاحة الجوية | 2012                | 1996                 |
|             | المنظمة الهيدروغرافية الدولية           | ?                   | ?                    |
|             | منظمة الأمن والتعاون في أوروبا          | 24 مارس 1992        | 25 يونيو 1973        |
|             | مؤسسة التمويل الدولية                   | 29 يونيو 1995       | 23 سبتمبر 1990       |
|             | مجلس أوروبا                             | 27 أبريل 1999       | 7 أكتوبر 1993        |
|             | منظمة التعاون الاقتصادي للبحر الأسود    | 25 يونيو 1992       | ?                    |
|             | الأمم المتحدة                           | 31 يوليو 1992       | 14 ديسمبر 1955       |
|             | يونسكو                                  | 7 أكتوبر 1992       | 27 يوليو 1956        |
|             | الاتحاد الدولي للاتصالات                | 7 يناير 1993        | 9 فبراير 1866        |
|             | البنك الدولي للإنشاء والتعمير           | 7 أغسطس 1992        | 15 ديسمبر 1972       |
|             | الاتحاد البريدي العالمي                 | ?                   | ?                    |
|             | منظمة التجارة العالمية                  | 14 يونيو 2000       | 1995                 |
|             | الفريق المعني برصد الأرض                | ?                   | ?                    |

## وصلات خارجية
- موقع وزارة الخارجية الجورجية
- موقع وزارة الخارجية الرومانية